# 乔治·孔塔拉斯
喬治·柯塔拉斯（George Kottaras，1983年5月16日—），為美國職棒大聯盟的捕手。

## 高中時期
柯塔拉斯曾就讀於安大略省萬錦的利肯米爾斯高中（Milliken Mills High School），但他在高中時期並沒有打棒球，因為他所就讀的高中並沒有提供棒球這個項目。在18歲之前，他只是每年暑假參加一些棒球比賽。

## 職業生涯
2002年，柯塔拉斯在大聯盟選秀大會中被聖地牙哥教士在第20輪選中。他在俄克拉何馬州的康納斯州立學院讀了一年書後，於2003年5月和教士隊簽約。

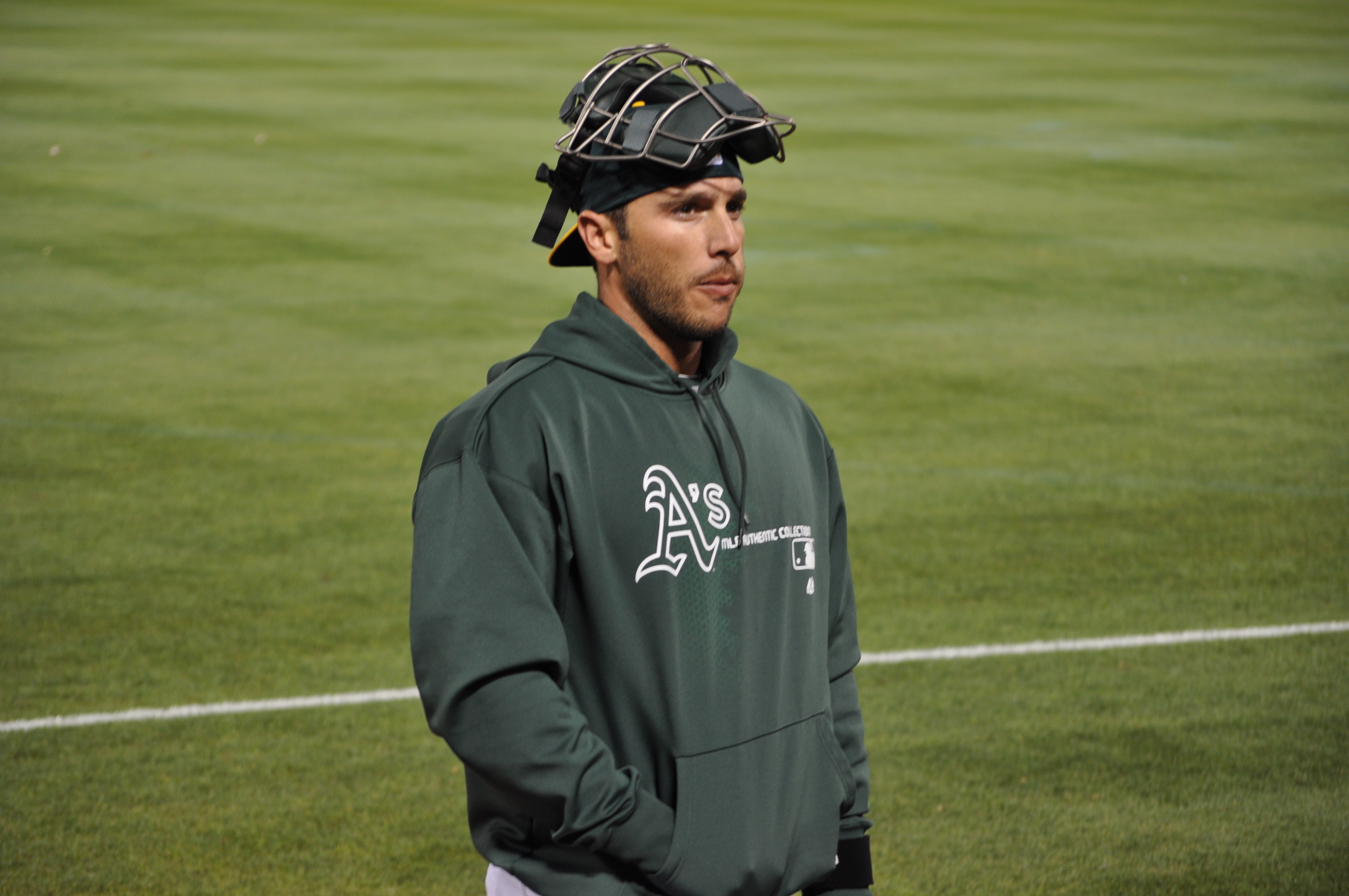
2012 年柯塔拉斯，奧克蘭運動隊

柯塔拉斯的職業生涯從教士隊新人聯盟的愛德荷瀑布教士隊起步，在2006年升上了3A的波特蘭海狸。他還入選了當年的未來之星賽世界隊，在當年的小聯盟新聞50大新秀評選中名列第48。
2006年9月5日，柯塔拉斯被送到波士頓紅襪，完成8月31日兩隊關於大衛·威爾斯（David Wells）的交易。之後他立刻被添加進了40人名單之中。
2007年柯塔拉斯整季都在紅襪3A的波塔基特紅襪度過。2008年他也隨著波塔基特紅襪隊參加了常規賽和季後賽。波塔基特在季後賽被淘汰後，孔塔拉斯在9月8日被叫上了大聯盟。9月13日，柯塔拉斯在紅襪對多倫多藍鳥的比賽中第一次出場，他在第七局替補傑森·瓦瑞泰克蹲捕，並得到了紅襪隊全場比賽唯一的一分。
2009年柯塔拉斯成為提姆·韋克菲爾德的御用捕手，但韋克菲爾德在全明星賽間歇期受傷，柯塔拉斯也因此回到小聯盟。隨著維克多·馬丁內斯來到球隊，柯塔拉斯逐漸失去在大聯盟出場的機會。11月18日紅襪隊將他釋出。隨後密爾瓦基釀酒人得到了他。
2011年9月3日對休士頓太空人打出完全打擊。

## 2004年雅典奧運
由於柯塔拉斯的父母當年是從希臘移民加拿大，因此他獲得代表希臘棒球隊的資格，參加2004年雅典奧運。他在奧運上主要以一壘手和替補捕手的身份上場。柯塔拉斯還是隊中少數會說希臘語的球員，因此他還充當球隊的翻譯。
7月21日，柯塔拉斯在希臘對意大利的比賽中擊出三支安打，幫助希臘棒球隊獲得了該隊在奧運會上第一場也是唯一一場的勝利。

## 外部連結
- 球員資訊和成績在MLB，ESPN，Baseball-Reference，Fangraphs，The Baseball Cube（英文）
- Sox Prospects
- 柯塔拉斯在MinorLeagueSplits.com上的資料[永久]
- 小聯盟時期數據